# The New Order
The New Order (engl. für „Die neue Ordnung“) ist das zweite Studioalbum der US-amerikanischen Thrash-Metal-Band Testament. Es erschien im Mai 1988 bei Megaforce Records. Musikalisch dem Vorgänger ähnlich, enthielt es mit Hypnosis, für das Samples eines Gewitters verwendet wurden, und Musical Death (A Dirge) erstmals zwei ruhige Instrumentalstücke. Es war das erste Testament-Album, das in den USA, in Großbritannien und in Deutschland in die Charts einstieg.

## Entstehungsgeschichte
Nach dem vielbeachteten Debüt The Legacy und der im Herbst 1987 veröffentlichten Live-Platte Live at Eindhoven ging Testament Ende 1987 erneut in die Pyramid-Sound-Studios in Ithaca, New York, um den Nachfolger einzuspielen. Daher blieb der Band nur eine recht kurze Songwriting-Phase. Produziert und abgemischt wurde das Album bis Anfang 1988 wiederum von Alex Perialas. Mit Reign of Terror wurde ein elfter Song aufgenommen, der nicht auf das Album kam. Er war Gitarrist Alex Skolnick zu hart und fand erst nach dessen Ausstieg auf der EP Return to the Apocalyptic City (1993) Verwendung. Zu Trial by Fire, zusammen mit The Preacher eine der Singles, und dem Aerosmith-Cover Nobody’s Fault wurden Musikvideos gedreht. Der Veröffentlichung im Mai folgte eine Welttournee, u. a. mit Megadeth, die erstmals auch Auftritte in Südamerika einschloss.

## Rezeption
Obwohl das Album „für sich gesehen“ „sicher nicht viel schlechter“ als The Legacy ausgefallen sei, kritisierte Holger Stratmann vom Rock Hard, dass die Spielzeit mit Instrumentalstücken „aufgefüllt“ worden sei. Auch die Ähnlichkeiten zum Vorgänger wurden negativ bewertet. Dennoch handle es sich um „erstklassigen, hochwertigen Thrash“ mit „megaharten, präzisen Riffs“, einer „starken Leistung“ Alex Skolnicks und einem gegenüber der vorangegangenen Platte verbesserten Schlagzeugsound. Stratmann vergab 8,5 von zehn Punkten. Für Alex Henderson von allmusic ist The New Order Testaments „beste Veröffentlichung überhaupt“. Die Platte sei ebenso kraftvoll wie das Debüt, aber die Songs eingängiger. Das Aerosmith-Cover Nobody’s Fault zähle zum Besten, was die Band veröffentlicht habe. Als Bewertung resultierten 4,5 von fünf Sternen. Auch Alex Straka von Powermetal.de hielt The New Order gegenüber The Legacy für den „weit besseren, weil ausgefeilteren Output“, die Platte sei „eines der größten Thrash-Metal-Alben“. Besonders das Stück Disciples of the Watch zähle zu den „Bandklassikern“, einzig Nobody’s Fault bezeichnete er als „nichtssagend“.

## Titelliste
1. Eerie Inhabitants (Billy/Peterson/Skolnick) – 5:06
2. The New Order (Peterson/Skolnick) – 4:25
3. Trial by Fire (Billy/Peterson/Skolnick) – 4:14
4. Into the Pit (Billy/Peterson/Skolnick) – 2:46
5. Hypnosis (Peterson/Skolnick) – 2:04
6. Disciples of the Watch (Billy/Peterson/Skolnick) – 5:05
7. The Preacher (Billy/Peterson/Skolnick) – 3:37
8. Nobody’s Fault (Tyler/Whitford) – 3:57
9. A Day of Reckoning (Billy/Peterson/Skolnick) – 4:00
10. Musical Death (A Dirge) (Peterson/Skolnick) – 4:05

2001 veröffentlichte Testament mit First Strike Still Deadly ein Re-Recording-Album, auf dem auch einige Stücke von The New Order enthalten waren.